# 日本教
日本教（にほんきょう）とは、「日本人のうちに潜在的に染み込んでいる宗教」という意味の概念を表す山本七平による造語である。奥山実は日本教がすでに芥川龍之介によって語られていると指摘する。
山本七平は『日本人とユダヤ人』で日本人は自分が日本教徒であるという自覚を持っていないが、日本教という宗教が存在し、それは血肉として日本人自身も自覚しないほどになっているので、日本教徒の日本人を他の宗教に改宗させることが可能であると考えるのは「正気の沙汰ではない」という。山本によれば日本教とは、神ではなく人間を中心とする和の思想である。
奥山実は芥川龍之介の作品である『神神の微笑』で老人が神父に語ったことば「我々の力というのは、破壊する力ではありません。造り変える力なのです。」に注目し、「日本は外来のすべてを日本化してしまう」と指摘する。また、『おぎん』・『おしの』といった作品にも日本教が現れているとする。奥山によれば日本教に絶対はなく、絶対者を知らない日本教徒は相対の世界に生きており、日本教の最大の特徴は「相対化」であると述べる。